# كينيتشي شينودا
كينيتشي شينودا (باليابانية: 司忍؛ بالكانا: つかさ しのぶ) هو مجرم ياباني، ولد في 25 يناير 1942 في أويتا في اليابان.